# Syntriandrum
Syntriandrum é um género botânico pertencente à família Menispermaceae.
1. ↑  «Syntriandrum — World Flora Online». www.worldfloraonline.org. Consultado em 19 de agosto de 2020